# Lathyrisme
 Mise en garde médicale

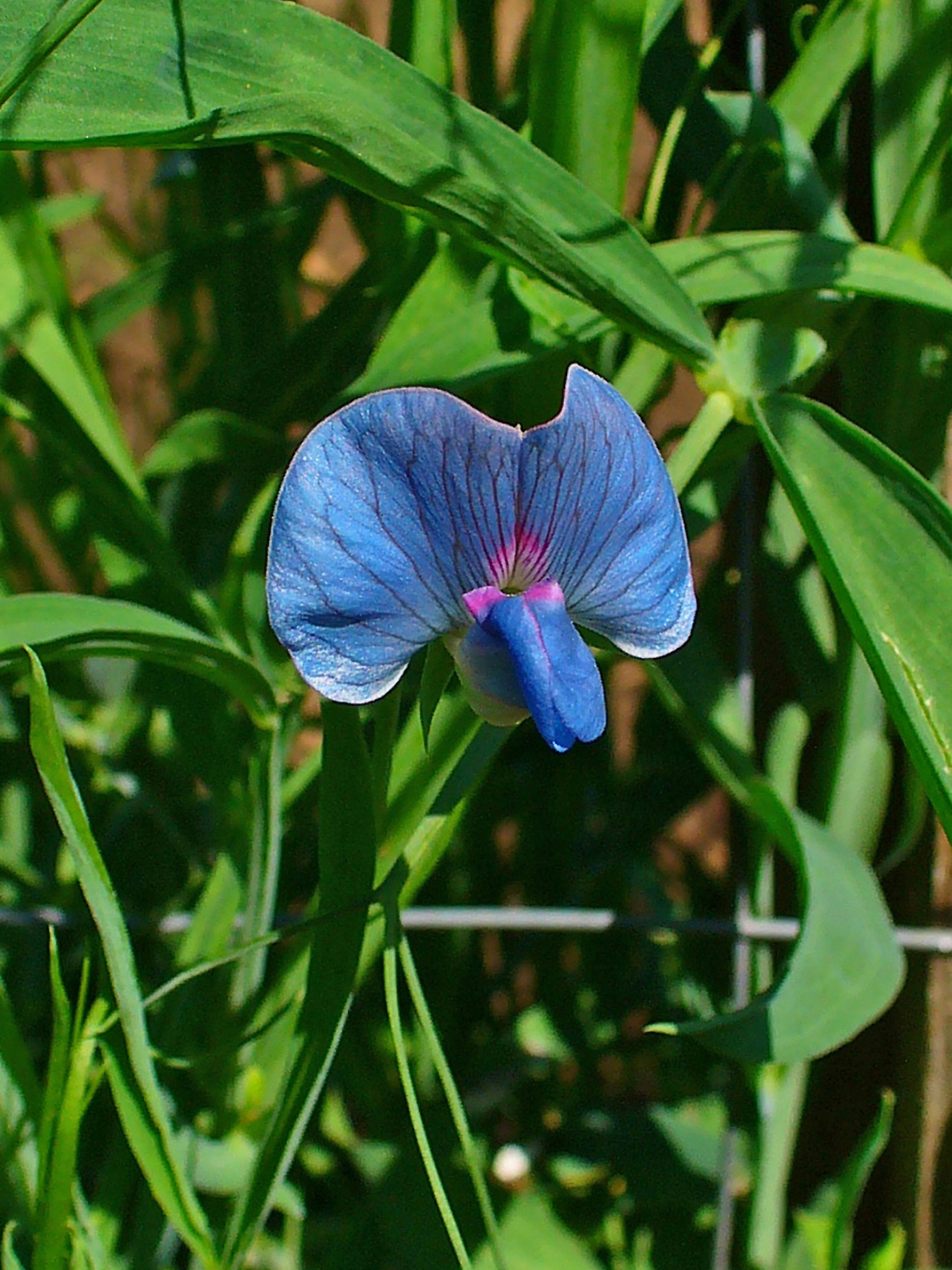
Exemple de plante du genre Lathyrus : la gesse commune (Lathyrus sativus).

Le lathyrisme est une intoxication provoquée chez l'homme et chez les animaux d'élevage, par l'ingestion de plantes du genre Lathyrus, notamment de l'espèce Lathyrus sativus (gesse commune ou pois carré, grass pea en anglais, khesari dhal, ou encore almorta en espagnol) et dans un degré moindre les espèces Lathyrus cicera, Lathyrus ochrus et Lathyrus clymenum.
Le lathyrisme présente deux formes  que l'on peut rencontrer chez l'homme comme chez les animaux : le neurolathyrisme, maladie neurologique, et l'ostéolathyrisme, qui affecte les os et les tissus conjonctifs.

## Neurolathyrisme

### Symptômes
La maladie est due à la présence dans les graines d'acides aminés toxiques, dont l'acide béta-oxalyl-L-alpha, béta-diaminopropionique (ou ODAP) qui agit comme un analogue structurel du neurotransmetteur glutamate.
Plus les personnes consomment de grandes quantités de graines de Lathyrus, plus elles sont atteintes par une paralysie caractérisée par un manque de force ou une incapacité à bouger les membres inférieurs.

### Prévalence
La maladie a une prévalence dans certaines régions du Bangladesh, d'Éthiopie, d'Inde et du Népal où certaines espèces de Lathyrus sont cultivées.
Elle affecte plus d'hommes que de femmes. La raison de ce fait n'est pas claire, les hormones féminines ont été suggérées pour offrir une certaine mesure de protection, mais d'autres raisons telles que la sous-nutrition ou une activité moins génératrice de stress oxydatif sont également plausibles.

### Prévention
Des recherches récentes suggèrent que les acides aminés soufrés ont un effet protecteur contre la toxicité de l'ODAP.
La façon de préparer la nourriture est également un facteur important. Les acides aminés toxiques sont solubles dans l'eau et peuvent être éliminés par rinçage. Les fermentations bactériennes  (fermentation lactique) et fongiques (tempeh) peuvent être utiles pour réduire la quantité d'ODAP. La chaleur humide (ébullition, cuisson à la vapeur) dénature les inhibiteurs de protéases qui sinon ajoutent un effet toxique au pois consommé cru par le biais d'une déplétion en acides aminés soufrés protecteurs.
La cause sous-jacente de la consommation excessive de graines de Lathyrus est le manque d'autres sources de nourriture. C'est une conséquence de la pauvreté et des conflits politiques. La prévention du lathyrisme est alors un défi socio-économique.

### Occurrence historique
Pendant la période succédant à la guerre civile espagnole, sous Franco, durant l'isolement du pays, il y eut plusieurs épisodes de lathyrisme, causés par le manque de nourriture, qui conduisit la population à consommer des quantités excessives de farine de gesse, désignée en espagnol sous le nom d'almorta.
Il y avait eu un précédent durant la guerre d'indépendance espagnole, contre Napoléon, à Madrid. Cet événement fut le sujet d'un tableau de Francisco de Goya intitulé Gracias a la Almorta (« Merci à la gesse »), et dépeignant des victimes du lathyrisme.
Dans le film Cendres (polonais Popioly, 1965) de Andrzej Wajda, tiré du roman Lost army (titre anglais) de Stephen Zeromsky qui recouvre la période 1798-1812, un cheval est empoisonné par du grain provenant d'un village espagnol. Il perd le  contrôle de ses membres, ce qui suggère qu'il a été nourri avec de l'almorta. La scène dans laquelle il tombe d'une falaise est très esthétique.

### Occurrence moderne
En Espagne, un mélange de graines connu sous le nom de comuña consistant de Lathyrus sativus, L. cicera, Vicia sativa et V. ervilia est une source potentielle d'acides aminés toxiques susceptibles d'empoisonner les animaux monogastriques. En particulier la toxine appelée béta-cyanoalanine tirée des graines de Vicia sativa augmente la toxicité d'un tel mélange par le biais de son inhibition du métabolisme des acides aminés soufrés (conversion de la méthionine en cystéine menant à l'excrétion de cystathionine dans les urines) et la déplétion en thiols réduits protecteurs. L'usage de la comuña pour nourrir les moutons ne pose pas de problème de lathyrisme si la dose n'excède pas 50 % de la ration.

## Ostéolathyrisme
Une maladie liée au lathyrisme a été identifiée et appelée ostéolathyrisme. Elle est causée par diverses toxines dont la plus étudiée est le béta-amino-propionitrile (BAPN) qui affecte les os et les tissus conjonctifs, au lieu du système nerveux. C'est un désordre du squelette caractérisé par des hernies, un anévrisme aortique, une boiterie des membres postérieurs, des exostoses, des cyphoses-scolioses du type du syndrome d'Ehlers-Danlos et d'autres déformations squelettiques, apparemment résultats d'un vieillissement défectueux du tissu conjonctif au collagène. La cause de cette maladie est attribuée au béta-aminopropionitrile (BAPN), qui inhibe l'enzyme lysyl oxydase, contenant du cuivre et responsable de l'entrecroisement du procollagène et de la proélastine. Le BAPN est également un produit métabolique d'un composé présent dans les plantules de gesses, pois et lentilles.